# Победа над Солнцем
«Победа над Солнцем» — футуристическая опера Михаила Матюшина и Алексея Кручёных, целиком построенная на литературной, музыкальной и живописной алогичности. Стала примером совместной работы поэтов и художников, синтеза искусств — слова, музыки и формы.
Опера повествует о том, как группа «будетлян» отправилась завоевывать Солнце. Обычно это понимается как победа передовой техники будущего над старой природой, но также присутствует и тайный мотив победы над «солнцем русской поэзии», то есть Пушкиным, которого в то время футуристы активно кидали с «парохода современности». Либретто широко пользовалось заумью (оставаясь довольно понятным), музыка была хроматической и диссонансной, а оформление — карикатурным, шаржирующим характеристики того или иного персонажа.

## История

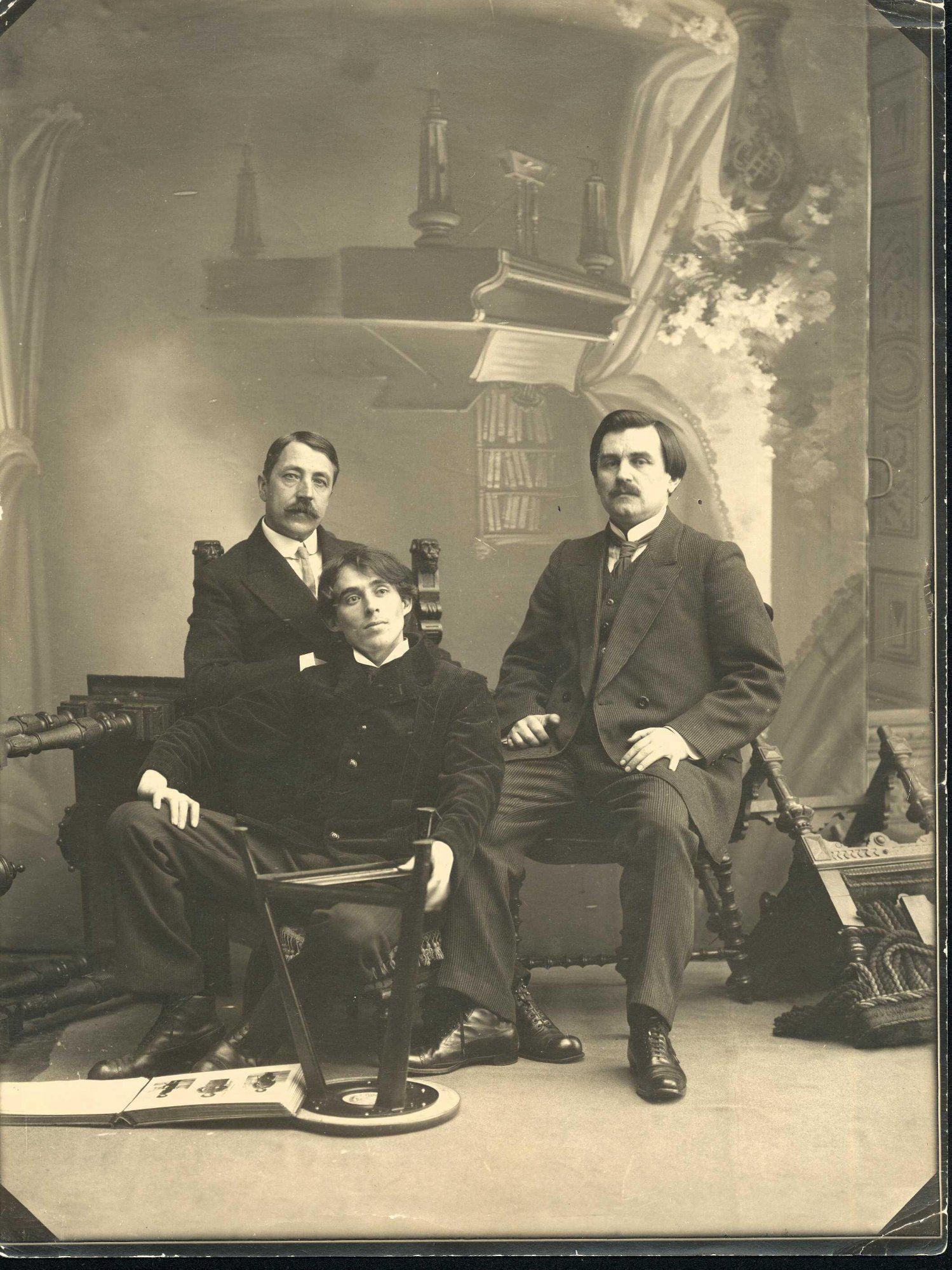
Матюшин, Малевич и Кручёных

Осенью 1913 года кубофутуристы — Объединённый комитет «Союза молодёжи» — решают организовать футуристический театр. Пьесы были заказаны Маяковскому и Кручёных. Возникает идея постановки футуристической оперы с характерным названием «Победа над Солнцем». В середине июля Малевич и Кручёных приехали на дачу Матюшина, где состоялся «Первый всероссийский съезд футуристов», включавший, правда, всего трёх участников — Матюшина, Малевича и Кручёных. Было решено создать театр, назвав его «Будетлянин», и перевернуть основы представления россиян о театре. «Победа над Солнцем» создавалась как «произведение программно-футуристическое, как выражение алогизма в слове, изображении и музыке». Кручёных при написании либретто руководствовался своей поэтической концепцией «заумного языка».
Матюшин так писал о замысле постановки: «Опера имеет глубокое внутреннее содержание, издеваясь над старым романтизмом и многопустословием, вся Победа над Солнцем есть победа над старым привычным понятием о солнце как о красоте».
Малевич в статье «Театр» (1917) подчеркнул оглушительное новаторство спектаклей: «Звук Матюшина расшибал налипшую, засаленную аплодисментами кору звуков старой музыки, слова, и буквозвуки Алексея Кручёных распылили вещевое слово. Завеса разорвалась, разорвав одновременно вопль сознания старого мозга, раскрыла перед глазами дикой толпы дороги, торчащие и в землю, и в небо. Мы открыли новую дорогу театру».
Авторы «Победы над Солнцем» воспевали идею строительства нового будущего, которое может быть построено только после разрушения старого. И каждый из них достигал этого собственными средствами: Малевич — супрематическими построениями, Кручёных — заумью, а Матюшин — диссонантностью музыкальной ткани.
В 1913 году состоялась первая постановка (в Санкт-Петербурге). Второй раз — в 1920 году (в Витебске), и до 1980-х гг. опера не возобновлялась. В последующие годы её постановки были экспериментальными, свободно интерпретируя исходный материал — музыкальный (революционный для своего времени), визуальный и драматургический. Ввиду его гибкости и актуальности интерес к постановкам не угасает, по сей день подталкивая современных театральных деятелей к реализации своего видения.

## Содержание и оформление

### Художественное оформление
- Казимир Малевич (1913)

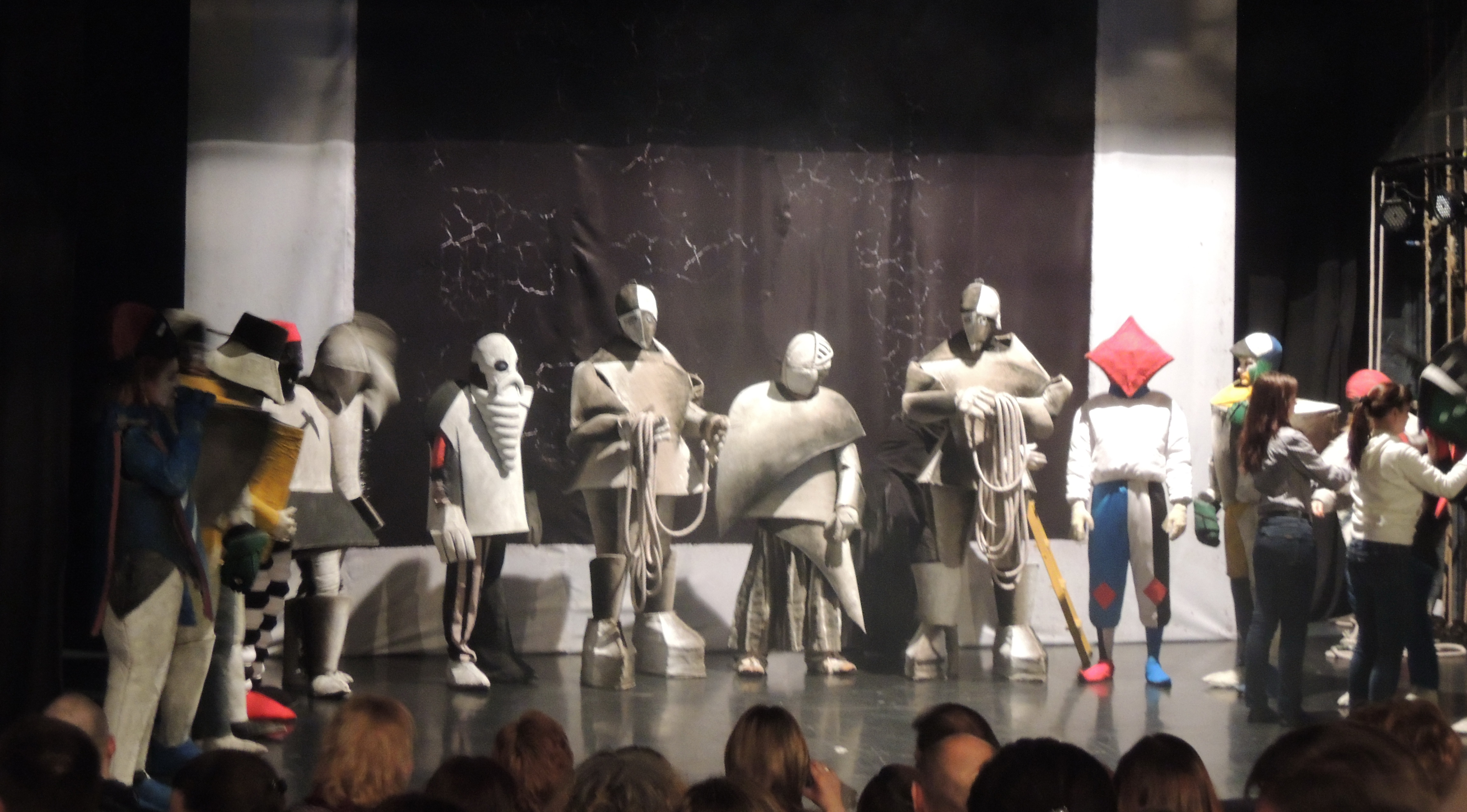
Постановка 2013 года в костюмах по эскизам Малевича

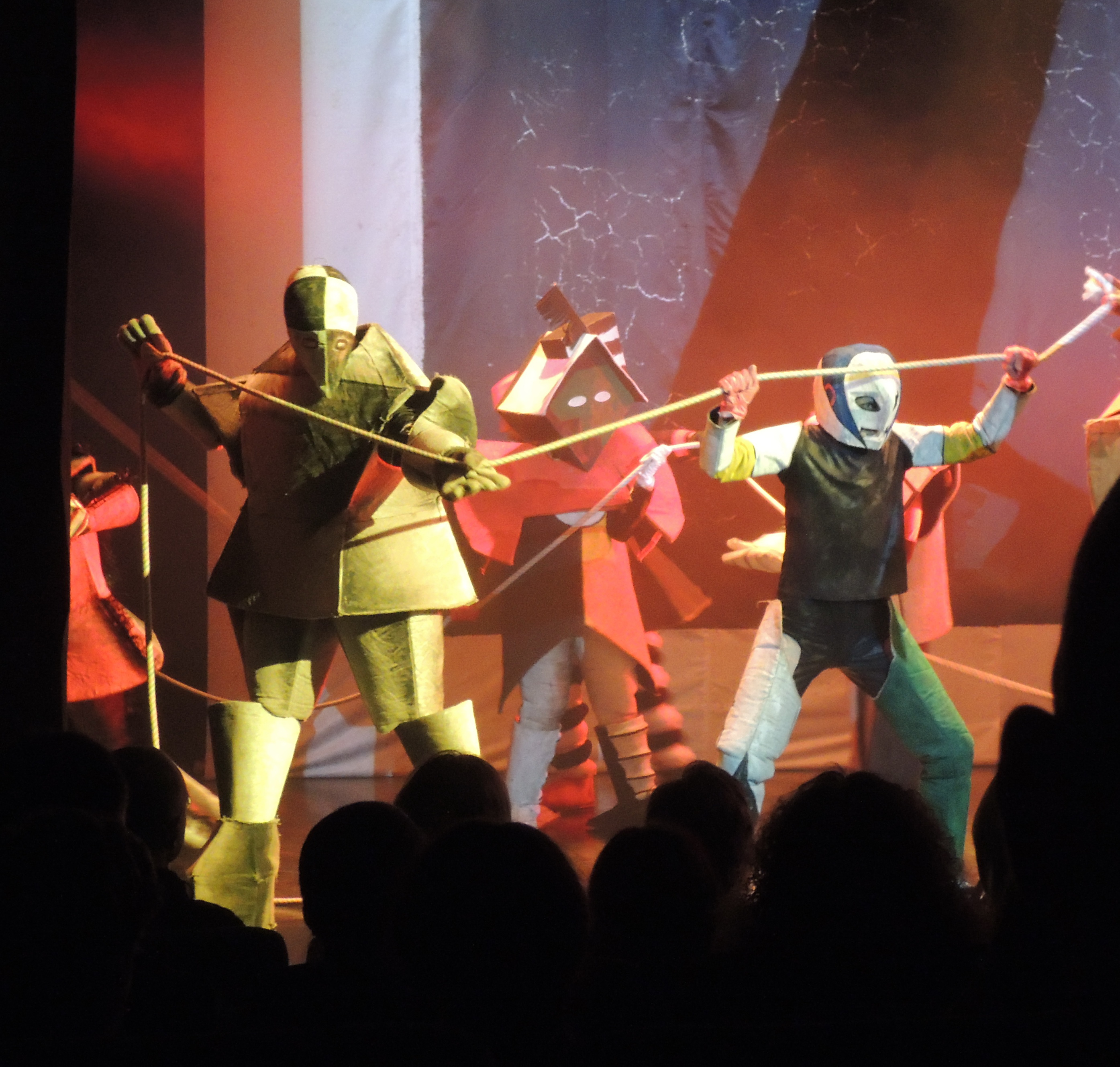
Постановка 2013 года в костюмах по эскизам Малевича

Вклад художников-оформителей, в первую очередь Малевича, в спектакль до сих пор является главным художественным достоинством спектакля, благодаря которому он вошёл в историю культуры. «Эта была живописная заумь, предварявшая исступлённую беспредметность супрематизма», писал об оформлении Бенедикт Лившиц — то есть работа над постановкой послужила толчком Малевичу для рождения супрематизма. Кроме того, знаменитый «Чёрный квадрат» Малевича впервые возник в декорациях к «Победе над солнцем» (1-е действие, 5-я сцена) как пластическое выражение победы активного человеческого творчества над пассивной формой природы: чёрный квадрат вместо солнечного круга.
«Декорации Малевича с фантасмагорическими изображениями-осколками видимого мира, его костюмы, где господствовала безоглядная деформация актёрских фигур, создавали в резких лучах прожекторов небывалые сценические эффекты». Работа Малевича вела к понятию Bühnenarchitektur (с нем. — «сценическая архитектура»), то есть трёхмерной кинетической взаимодействующей целостности.
«Декорации ко всем картинам построены по одному принципу. Кажется, что действие всегда происходит внутри какого-то куба. Грани этого куба не дают возможности выйти за его пределы, но в то же время явно ощущается стремление в глубину, в пространство задника сцены». 1-я картина решена в чёрно-белой гамме, в декорациях 2-й картины, наряду со ступенеобразным мотивом, появляется мотив закручивающейся спирали и возникает чёрно-зелёная гамма. «Третья и четвёртая картины усиливают это напряжение. В них появляется всё больше абстрактных фигур и линий, которые заполняют всё пространство. Кульминацией является эскиз четвёртой картины с его мотивом Солнца, которое уже почти закрыто абстрактными фигурами Нового мира». В 5-й картине (Новом мире) поле поделено пополам на чёрную и белую часть диагональю. В 6-й картине всё поле задника занято трубами, колёсами, так как представляет собой гимн машинерии.
- Вера Ермолаева (1920)

Участвовала в постановке оперы в Витебске. Создала (в той же технике раскрашенной гравюры) театральные эскизы к опере. Она была соратницей Малевича; её пластическое решение апеллировало к кубизму и развивало приёмы из первой версии спектакля. В 1922 году эскизы выставлялись на выставке в Берлине.
- Эль Лисицкий (1923)

В 1920—1921 годах Лазарь Лисицкий разработал проект постановки оперы «Победа над солнцем» как электромеханического представления: актёров заменяли огромные марионетки, которые должны были перемещаться по сцене при помощи электромеханической установки. Частью сценографии оказывался сам процесс управления марионетками, а также звуковыми и световыми эффектами. Единственным свидетельством грандиозного, но не осуществленного новаторского замысла Лисицкого остались альбомы эскизов. Эскизы не были использованы, постановка не была осуществлена. Папка с литографированными фигуринами опубликована в Берлине в 1923 году.

### Либретто
- Алексей Кручёных
- Велимир Хлебников — написал пролог

В тексте Кручёных, густо замешанном на зауми, повествовалось о Будетлянских силачах, беспощадно разрушающих все общепринятые нормы здравого смысла. Среди героев оперы числятся:
| - Первый Будетлянский силач - Второй Будетлянский силач - Нерон и Калигула в одном лице - Путешественник по времени - Злонамеренный - Забияка - Враг - Вражеский воин - Спортсмен - Могильщик - Авиатор | - Разговорщик по телефону - Пёстрый глаз - Новички - Трус - Чтец - Толстяк - Деятельный - Внимательный рабочий - Молодой человек - Пилот - Хор |

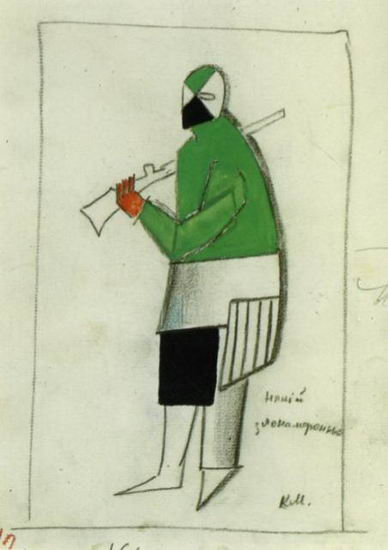
Некий злонамеренный
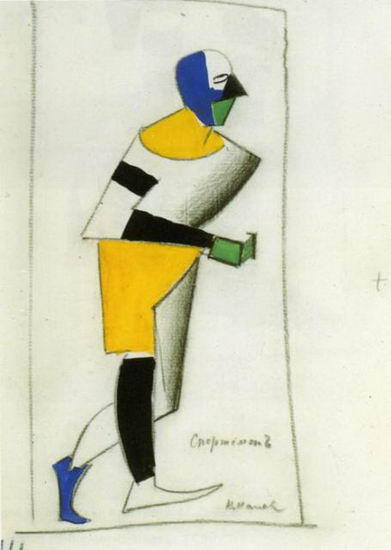
Спортсмен
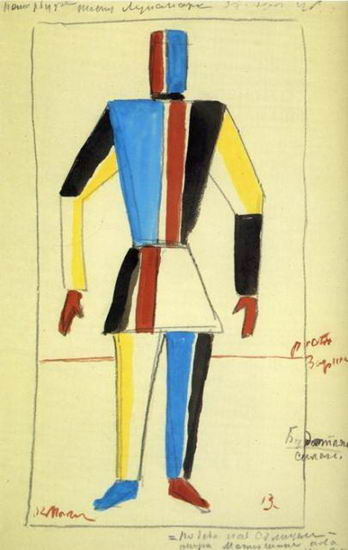
Атлет будущего
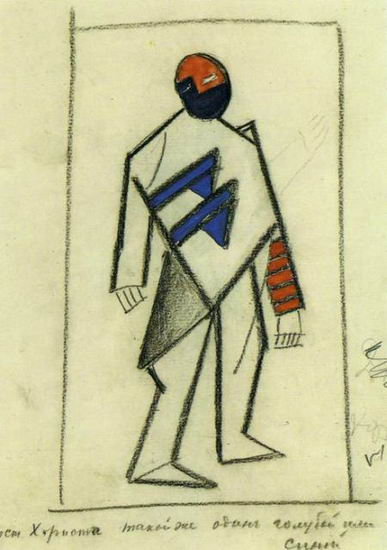
Певец
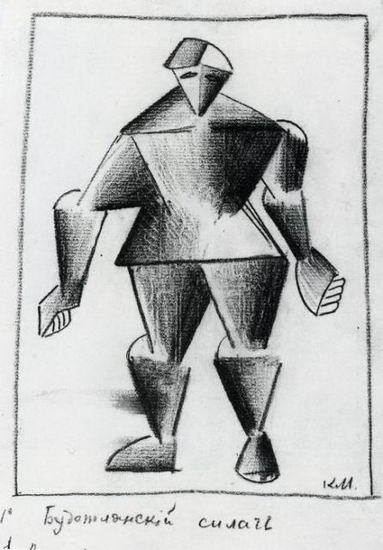
Силач
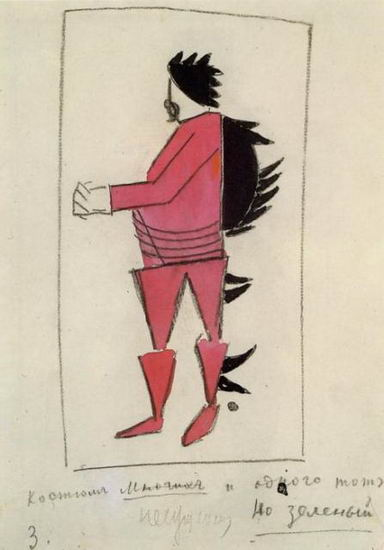
Многие и один
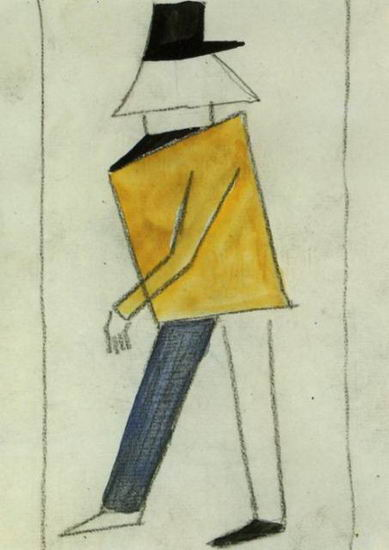
Трус
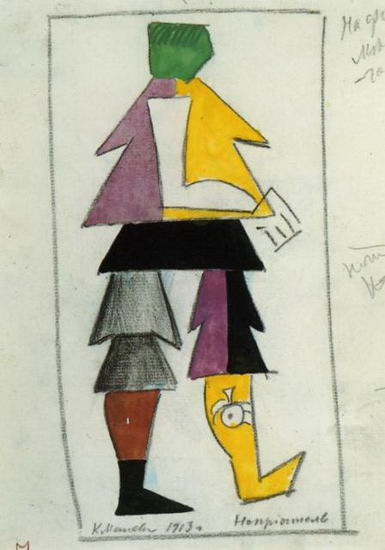
Неприятель
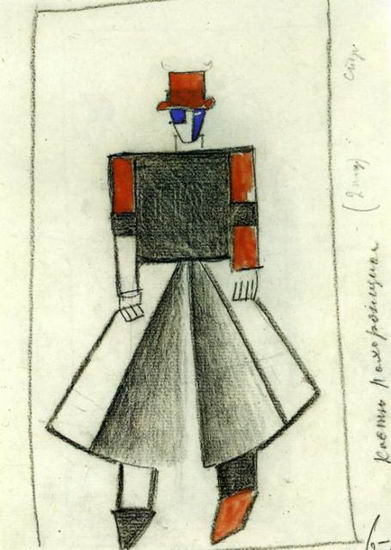
Похоронщик
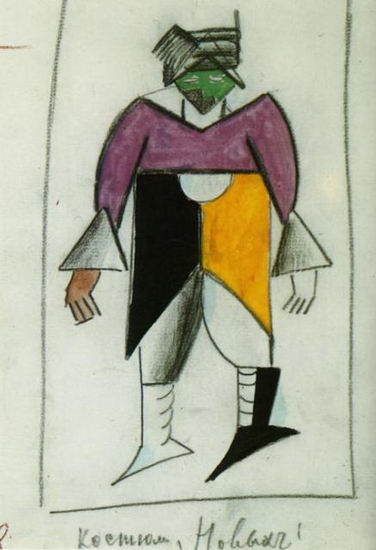
Новый человек
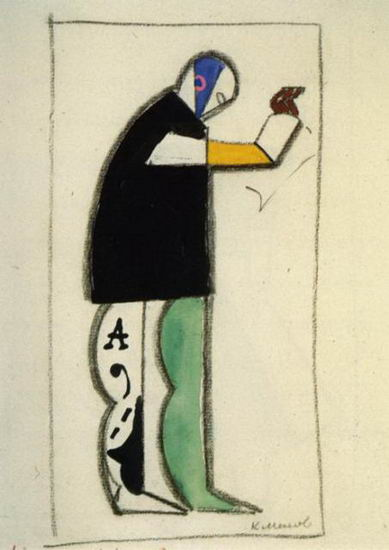
Чтец
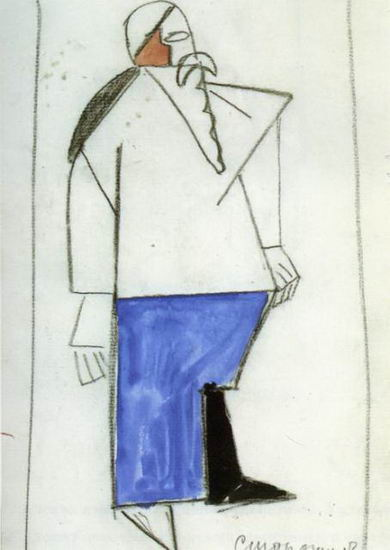
Старый часовщик
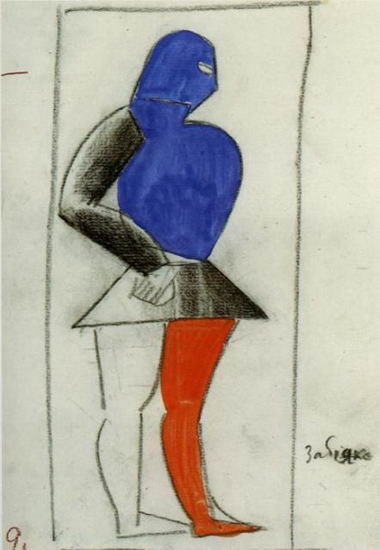
Забияка
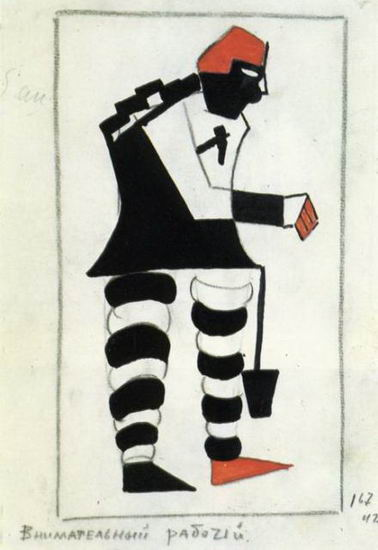
Внимательный рабочий
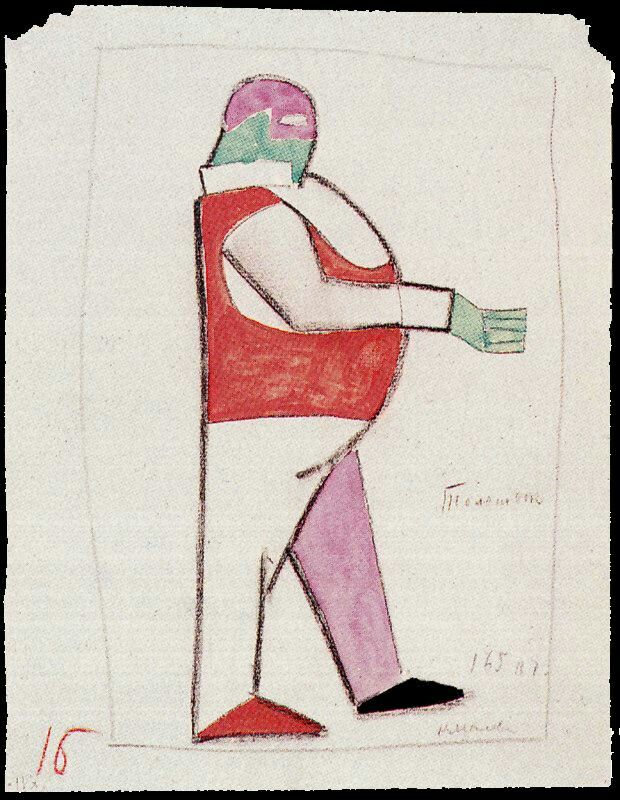
Толстяк

Кручёных провозглашал победу техники и силы над стихией и романтикой природы, замену природного, несовершенного солнца новым рукотворным, электрическим светом. Старое вечное Солнце выступало символом прежнего порядка вещей, подлежащего искоренению, — борьба с ними увенчивалась полной победой Будетлянских силачей: хор в конце первого дейма (неологизм Хлебникова, обозначающий действие) докладывал: «Мы вырвали солнце со свежими корнями / Они пропахли арифметикой жирные/ Вот оно смотрите».
Конца не будет

Мы поражаем вселенную

Мы вооружаем против себя мир

Устраиваем резню пугалей

Сколько крови Сколько сабель

И пушечных тел!

Мы погружаем горы!
Спектакль состоит из двух действий (дейм, как назвал их Кручёных): в первом дейме, включающем в себя четыре картины, происходит главное событие спектакля — пленение Солнца, которое происходит за сценой, невидимое зрителю. Будетлянские силачи разрывают занавес. Во второй картине появляются новые действующие персонажи — вражеские воины в костюмах турок, но затем выходят поющие силачи, из реплик которых становится ясно, что борьба с солнцем ещё не закончилась. Третья картина символизирует конец борьбы, победу над ненавистным светилом, в ней появляются Похоронщики. Всю картину составляет их песня.
Кульминацией действия является четвёртая картина. Из реплик персонажа, названного Разговорщиком по телефону, зритель узнаёт о пленении Солнца. Из «десятых стран» вернулись воины-победители, несущие Солнце. Они провозглашают новые законы мироздания: «Знайте, что земля не вертится». Картина заканчивается своего рода гимном — описанием нового мира и нового человека.
Начало второго дейма происходит уже в совершенно новом мире — в так называемом Десятом стране. Нарушены все законы времени и пространства. От прошлого не осталось и следа, но что делать с настоящим, новые люди не знают. Шестая (финальная) картина представляет собой вторую кульминацию: Толстяк не может выйти из дома, так как прежние законы пространства не действуют. И в противовес этому на сцену вновь выходят стройные ряды спортсменов. Этот торжественный парад сопровождается полётом аэропланов. Всё сливается в сплошной шум и заканчивается падением аэроплана (хотя это событие вновь происходит за сценой, а зрители видят лишь поломанное крыло). Ничто не может повредить празднику — появляется Авиатор, которому только «башмак попортило». Заканчивается праздничное действо военной песней, утверждающей ту же мысль о бессмертии «новых» людей, что и в начале оперы, тем самым логически замыкая её.
Действие по терминологии А. Е. Кручёных называется «деймо», однако род этого слова определить однозначно невозможно, поскольку в либретто даны два варианта: средний и женский («1-е деймо», но «2-я деймо»).

### Музыка
Малевич писал: «звук Матюшина расшибал налипшую, засаленную аплодисментами кору звуков старой музыки».
Александра Шатских: «В музыке щедро использовались диссонансные аккорды, извлекаемые из расстроенного рояля; звуковую заумную какофонию усиливал хор студентов, поющий невпопад, где намеренно, а где случайно. Спектакли, предназначенные взорвать пошлость общественного вкуса, нацелены были прежде всего на вселенский скандал — и публика незамедлительно откликнулась на художническую провокацию».
Согласно критикам и поклонникам того времени, опера была «злой и противоречащей пародией на оперы Верди».
Сохранились только фрагменты оригинальной музыки Матюшина Архивная копия от 12 июля 2015 на Wayback Machine.

## Постановки

### Премьера
Спектакли футуристов состоялись в начале декабря 1913 года в помещении театра «Луна-парк» на Офицерской улице (ныне ул. Декабристов, д. 35-39). 2 и 4 декабря шла трагедия «Владимир Маяковский» в декорациях П. Филонова и И. Школьника; 3 и 5 декабря шла «Победа над Солнцем».
Подготовка премьерного спектакля свелась к двум репетициям. Опера была показана дважды, исполняли её в основном актёры-любители (большей частью студенты). Исключение составили лишь два профессиональных певца. По свидетельствам современников, единственным инструментом, который удалось раздобыть для постановки, было расстроенное фортепиано, которое окрестили «старой кастрюлей».
Описание постановки:

После «Пролога», написанного Хлебниковым и произнесённого Кручёных, занавес был не раздвинут, а разорван пополам. На сцене, ослепительно освещённой прожектором, появились ошеломившие зрителей своей абсурдностью, внешним видом и поведением персонажи: Нерон, Похоронщик, Неприятель, Авиатор, Калигула, Трусливый, Некий злонамеренный, Внимательный рабочий. Особое впечатление произвели громадные фигуры Будетлянских силачей. Спектакль шел в атмосфере непрекращающегося скандала. Публика разделилась на два лагеря — бурно возмущавшихся и приветствовавших оперу. Последних было меньшинство.

Б. Лившиц писал: «В пределах сценической коробки впервые рождалась живописная стереометрия, устанавливалась строгая система объёмов, сводившая до минимума элементы случайности, навязываемой ей извне движениями человеческих фигур. Самые эти фигуры кромсались лезвиями фаров, попеременно лишались рук, ног, головы, ибо для Малевича они были лишь геометрическими телами, подлежащими не только разложению на составные части, но и совершенному растворению в живописном пространстве. Единственной реальностью была абстрактная форма, поглощавшая в себе без остатка всю люциферическую суету мира».
Реакция публики:
«Спектакли, предназначенные взорвать пошлость общественного вкуса, нацелены были прежде всего на вселенский скандал — и публика незамедлительно откликнулась на художническую провокацию. Зрители в переполненном зале, неведомо для них самих, включались в представление как своеобразные сотворцы».
Вот что писал Матюшин в воспоминаниях: «В день первого спектакля в зрительном зале все время стоял „страшный скандал“. Зрители резко делились на сочувствующих и негодующих. Наши меценаты были страшно смущены скандалом и сами из директорской ложи показывали знаки негодования и свистели вместе с негодующими».
Кручёных пишет: «Впечатление от оперы было настолько ошеломляющим, что когда после „Победы над Солнцем“ начали вызывать автора, главный администратор Фокин, воспользовавшись всеобщей суматохой, заявил публике из ложи: — Его увезли в сумасшедший дом! всё же я протискался сквозь кулисы, закивал и раскланялся».

### 2-я (витебская) постановка
Опера была поставлена группой УНОВИС при участии Ермолаевой в Витебске в 1920 году.

### Современные постановки

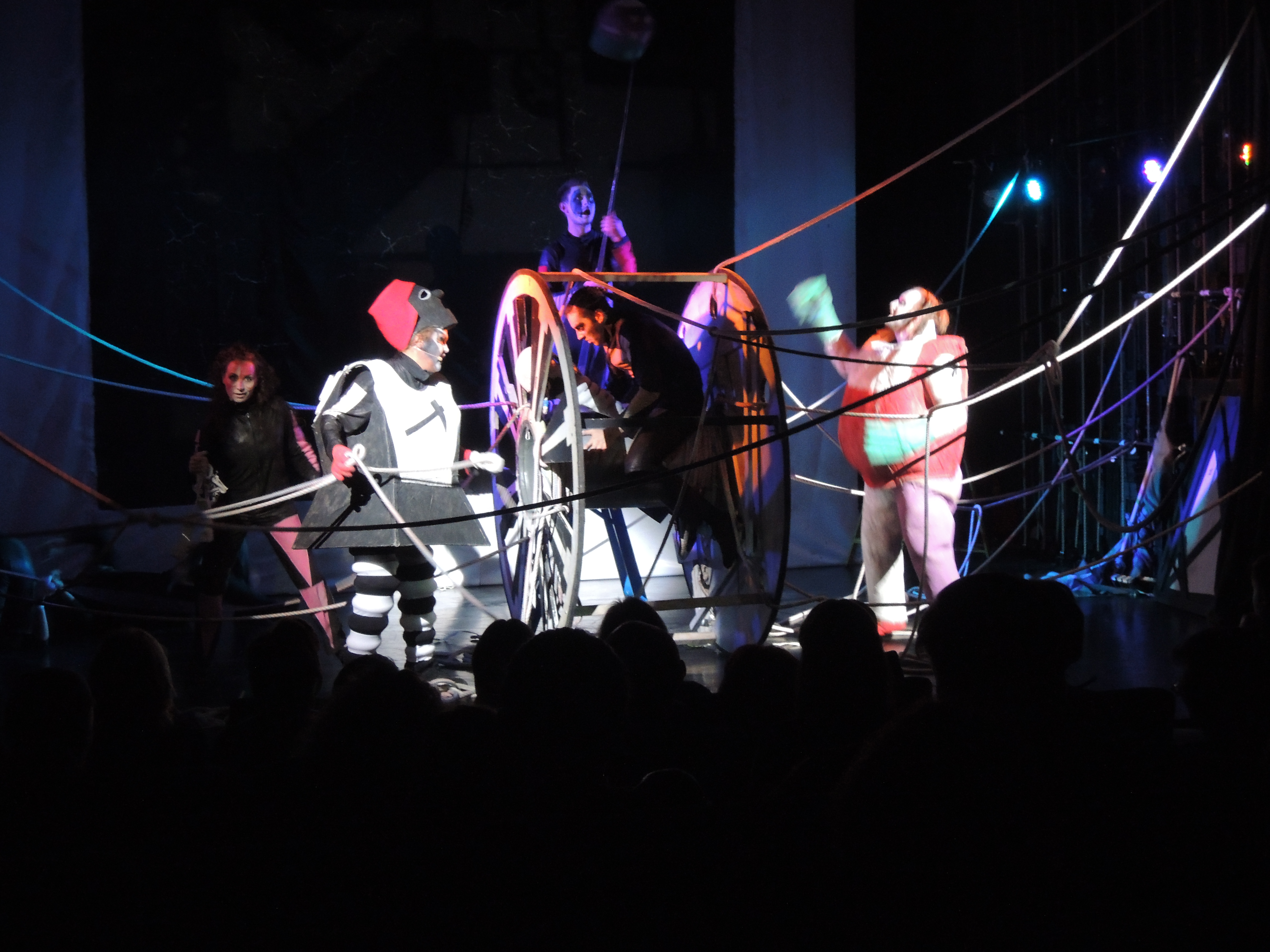
Театр Стаса Намина

Затем несколько десятилетий оперу не ставили на сцене. Лишь в последние два десятилетия этот спектакль привлёк к себе многих театральных режиссёров в разных странах.
- Следующая попытка обратиться к «Победе над Солнцем» была сделана только в 1983 г., когда опера была реконструирована силами Западно-Берлинской академии искусств при участии Калифорнийского института искусств (Лос-Анджелес)[14][15] Архивная копия от 11 апреля 2016 на Wayback Machine.
- В 1988 г. спектакль был возобновлён на отечественной сцене Театром-студией Ленинградского Дворца молодёжи (режиссёр Галина Губанова)[16]. В дальнейшем был сформирован театр «Чёрный квадрат» под руководством Губановой. Музыка Матюшина была обработана и дополнена новыми оригинальными фрагментами В. Артемова и др., текст пьесы Кручёных был дополнен его стихами. Губановой были реконструированы костюмы Малевича по его эскизам.
- Свою трактовку в 1997 году предложил РАМТ: не реконструкция постановки 1913 года, но самостоятельное произведение с новой музыкой Стефана Андрусенко и новым оформлением, в том числе костюмами[17].
- За рубежом оперу ставили несколько раз. Так, в 1993 году в Вене состоялась постановка оперы[18]. В 1999 году её ставили в Лондоне, причём критики отмечают, что та музыка, которая должна была шокировать зрителей начала века, в настоящий момент воспринимается как саундтрек, полный всех клише электронной музыки за последние 40 лет[19].
- Новейшая постановка в Лондоне в марте 2009 (в переводе на английский Евгения Штейнера): The New Factory of the Eccentric Actor. 27, 28, and 29 March, 2009. 176 Prince of Wales Road, London.
- В честь 100-летия премьеры постановки в 2013 году оперу ставили в Русском музее[20] и в Театре Стаса Намина[21].

## Документы
- Издание «Победы над Солнцем» (книжечка с либретто и музыкальными фрагментами оперы) продавалась в дни спектакля (1913).

К настоящему времени известны 26 эскизов Малевича к постановке 1913 года, хотя их было больше:
- 1 воспроизведён на обложке издания «Победы над Солнцем» — книжечки с либретто и музыкальными фрагментами оперы (местонахождение рисунка неизвестно).
- 1 репродуцирован в книге Б. Лившица «Полутораглазый стрелец» (местонахождение рисунка неизвестно).
- 20 эскизов на выставке, устроенной Л. Жевержеевым в декабре 1915 года, — сейчас в Ленинградском государственном театральном музее.
- 6 в Русском музее.